# Selenodesmium recurvum
Selenodesmium recurvum là một loài dương xỉ trong họ Hymenophyllaceae. Loài này được Ching & Chiu in Chien & Chun mô tả khoa học đầu tiên năm 1959.
Danh pháp khoa học của loài này chưa được làm sáng tỏ. 